# Ilha do Sul
Die Ilha do Sul (dt. Südliche Insel) ist die südlichste und östlichste Insel der brasilianischen Inselgruppe Martim Vaz im südlichen Atlantischen Ozean, 1125 km vor der Küste.
Sie liegt etwa 1,83 km südlich der Ilha Martim Vaz, der Hauptinsel der Gruppe, und ca. 47 km östlich der deutlich größeren Insel Trindade. Da sich die Ilha do Sul etwa einen Meter weiter östlich befindet als die Ilha Martim Vaz, hat sie bei 20° 29′ 50″ S, 28° 50′ 52″ W den östlichsten Punkt der Inselgruppe Martim Vaz, der Gruppe Trindade und Martim Vaz, der Stadt Vitória und des Bundesstaates Espírito Santo, zu denen sie gehört, sowie des Landes Brasilien und des gesamten Kontinents Südamerika. In Nordamerika reicht nur Grönland noch weiter nach Osten. Damit befindet sich die Insel mehr als 200 km weiter östlich als der westlichste Punkt der zu Europa gehörenden Azoren und 275 km weiter westlich als die westlichste Insel der Kapverden in Afrika.
Die Ilha do Sul besteht aus einem einzigen Felsen im Meer, hat eine Fläche von 3,34 Hektar und eine Höhe von 122 m. Sie ist 295 m breit und 281 m lang. Der höchste Teil der Insel ist annähernd rund, von der Nordseite führt jedoch ein nur 82 bis 13 m schmaler Grat erst nach Osten und dann immer weiter nach Süden, sodass sich der Arm 53 m südlich und 147 m östlich des Hauptteils der Insel befindet. Der Grat wird ab und zu überspült, sodass sich eine zweite Insel bildet. Diese ist allerdings temporär und daher nicht benannt.